# Faidh El Botma
Faidh El Botma (em árabe: فيض البطمة) é uma cidade e comuna localizada na província de Djelfa, Argélia. De acordo com o censo de 2008, a população total da cidade era de 32 501 habitantes.